# 臺北市戰前規劃的大型都會公園

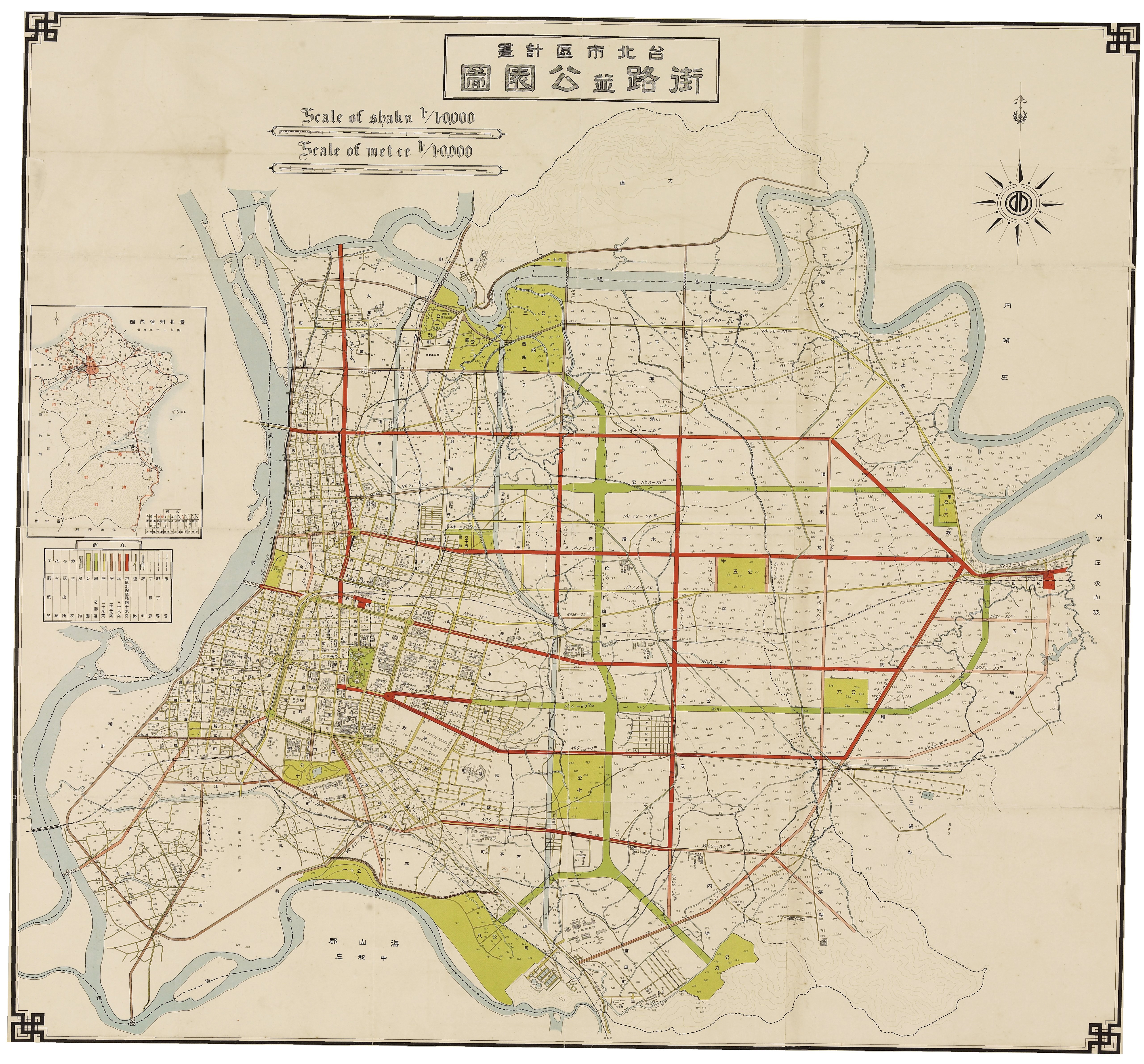
1932年 臺北市區計畫．街路並公園圖

臺北市戰前規劃的大型都會公園是指臺灣日治時期的臺北市在第二次世界大戰結束前，所規劃的十七座大型都會公園。目前有七座完全闢建，雖然稱為完全闢建，但仍有部份土地作為停車場、抽水站等單位。

## 現有公園
| 公園       | 主條目                                     | 照片 | 備註 |
| ---------- | ------------------------------------------ | ---- | --- |
| 一號公園   | 条目： 圓山公園 (臺北市)                   |      | - 位於中山區，中山北路、酒泉街、玉門街、基隆河所圍地區（二號公園西方。） - 南半部開闢圓山公園，又名中山1號公園，規劃為兒童遊樂公園。北半部包含台北市兒童育樂中心（兒童樂園）、圓山派出所、臺北廣播電臺，2014年育樂中心搬遷至士林區。2010年11月16日至2011年4月25日為臺北國際花卉博覽會舉辦場地。 |
| 二號公園   | 条目： 美術公園                            |      | - 位於中山區，新生北路、民族東路、中山北路、基隆河所圍地區（一號公園東方；三號、四號公園西方。） - 大部分開闢中山美術公園與民族公園，為憲兵指揮部分隔，又名中山2號公園，規劃為美術公園，內有台北市立美術館、臺北故事館；約三分之一土地現為憲兵司令部使用。2010年11月16日至2011年4月25日為臺北國際花卉博覽會舉辦場地。 |
| 三號公園   | 条目： 林安泰古厝                          |      | - 位於中山區，圓山河、濱江街、新生北路、基隆河所圍地區（二號公園東北方；四號公園北方。） - 完全開闢林安泰古厝與抽水站（河堤南邊）及大佳河濱公園一部份（河堤北邊），使用。2010年11月16日至2011年4月25日為臺北國際花卉博覽會舉辦場地。 |
| 四號公園   | 条目： 新生公園                            |      | - 位於中山區，民族東路、新生北路、濱江街、松江路所所圍地區（二號公園東方；三號公園南方。） - 完全開闢新生公園，又名中山4號公園，規劃為歐式花園公園，部份土地為公家單位（消防隊、新生閱覽室）使用。2010年11月16日至2011年4月25日為臺北國際花卉博覽會舉辦場地。 |
| 五號公園   | 条目： 台北小巨蛋                          |      | - 位於松山區，敦化北路、南京東路、北寧路、八德路所圍地區。 - 未開闢，改作為臺北市體育園區，現有臺北小巨蛋、臺北田徑場、松山運動中心、臺北體育館、臺北市政府體育局、臺北市政府警察局松山分局與中崙派出所等。 |
| 六號公園   | 条目： 中山公園 (臺北市) 条目： 國父紀念館 |      | - 位於信義區，忠孝東路、逸仙路、仁愛路、光復南路所圍地區 - 大部分開闢中山公園，內有國父紀念館。約五分之一土地現為臺北市信義區光復國民小學使用。 |
| 七號公園   | 条目： 大安森林公園                        |      | - 位於大安區，新生南路、信義路、建國南路、和平東路所圍地區 - 完全開闢大安森林公園，又名大安7號公園，規劃為都市森林公園，部份土地為停車場、使用。 |
| 八號公園   | 条目： 川端公園                            |      | - 1939年6月24日啟用，位於中正區，師大路、汀州路、思源街、新店溪所圍地區（十一號公園東南方。） - 部份開闢為客家文化公園（即原兒童交通公園）、古亭河濱公園，未來計劃將部份區域變更為消防防災公園，又名中正八號公園。規劃為客家文化公園與消防防災公園。 - 其餘土地現為三軍總醫院汀州院區、台北市替代役中心、國防醫學院學人新村（教職員宿舍）、嘉禾新村（眷村）、臺大水源校區（學生宿舍）、螢橋國中、無相門（寺廟）等使用。         |
| 九號公園   |                                            |      | - 位於大安區，辛亥隧道南側、長興街末端。 - 未開闢，現為臺北自來水事業處及台大園藝系實驗農場使用。 |
| 十號公園   | 条目： 台北植物園                          |      | - 位於中正區、和平西路北北東邊、南海路北北西邊，位於重慶南路與延平南路間，北邊為博愛路路底。今台北植物園一帶。 - 大部份開闢台北植物園，內有古蹟欽差行臺（長時間被誤認為布政使司衙門）。臨南海路部份，由西而東現為行政院農業委員會林業試驗所、國立歷史博物館、國立教育廣播電台、國立臺灣藝術教育館、國立教育資料館（南海書院）、原國立台灣科學教育館（暫停使用，現由林業試驗所管理）、行政院農業委員會、中正第二分局等單位使用。 |
| 十一號公園 | 条目： 中正河濱公園                        |      | - 位於中正區與萬華區，水源快速道路與新店溪所圍地區（八號公園西北方。） - 完全開闢中正區中正河濱公園。部份土地做為停車場使用。 |
| 十二號公園 | 条目： 艋舺公園                            |      | - 位於萬華區，和平西路、和平西路三段109巷 廣州街 西園路所圍地區（艋舺龍山寺前） - 完全開闢艋舺公園，又名萬華12號公園、龍山寺公園，規劃為民俗公園。部份土地為停車場、捷運站出入口使用，地下則開闢為停車場、龍山地下街。 |
| 十三號公園 |                                            |      | - 位於大同區，環河北路、長安西路、西寧北路、忠孝西路所圍地區 - 南部份開闢玉泉公園，規劃為健康休閒概念公園。北部份現為忠孝國中使用。中央為鄭州路（5th Blvd.）分隔，部份土地做為游泳池使用。 |
| 十四號公園 | 条目： 林森公園                            |      | - 位於中山區，新生北路、南京東路、 新生北路二段28巷 林森北路所圍地區（位於十五號公園東方） - 完全開闢林森公園，又名中山14號公園，規劃為感官體驗公園，部份土地為停車場、抽水站使用。 |
| 十五號公園 | 条目： 康樂公園                            |      | - 位於中山區，南京東路一段、南京東路一段21巷、中山北路二段39巷、林森北路所圍地區（位於十四號公園西方）。 - 完全開闢為康樂公園，又名中山15號公園，規劃成感官體驗公園。 |
| 十六號公園 |                                            |      | - 位於松山區，民生東路、塔悠路、健康路、新東街所圍地區 - 未開闢，1941年11月時被廢除，此地成為日軍戰備機場與軍用電氣軌道的用地。現有兩個小型公園：新東公園、鵬程公園 |
| 十七號公園 |                                            |      | - 位於中山區，忠烈祠西側（不包括忠烈祠） - 未開闢，1938年12月時被廢除，目前設有八二三砲戰紀念公園。 |

## 已開闢的公園
根據昭和17年（1942年）版《台北市土木要覽》，當時已開闢之公園依照開園年份有：
- 圓山公園－1897年開園，位於圓山町。
- 臺北公園－1908年開園，位於文武町，因開闢於圓山公園之後，又稱「新公園」。
- 龍山寺公園－1927年開園，位於龍山寺町，即十二號公園。
- 下奎府町兒童遊園地－1937年開園，位於下奎府町。
- 川端公園－1938年開園，位於水道町，即八號公園。
- 千歲町公園－1938年開園，位於千歲町。
- 泉町廣場－1941年開園，位於泉町，又稱「泉町公園」，即十三號公園。
- 中園公園－1942年開園，位於朱厝崙。

## 外部連結
- 台北市政府工務局公園路燈工程管理處 （页面存档备份，存于）
- 玉泉公園 - 公園走透透 （页面存档备份，存于）